# Famille Metzler de Bethmann
Pour les articles homonymes, voir Bethmann.
 (septembre 2018).
La famille Metzler de Bethmann, anciennement Metzler, d'origine allemande protestante, est une famille subsistante d'ancienne bourgeoisie, installée à Bordeaux au XVIIIe siècle, et qui a animé plusieurs maisons de négoce en Gironde à la fin du XVIIIe siècle et au XIXe siècle, en parallèle avec les activités d'une maison active à Francfort-sur-le-Main et à Goslar en Allemagne. Les Metzler de Bethmann, comme les Faure, les Balguerie, les Guestier, sont représentatifs de la grande bourgeoisie bordelaise et de l'histoire de son économie.

## Histoire
En 1674, Benjamin Metzler (de) fonde la Banque Metzler (en) à Francfort-sur-le-Main.
Pierre-Henri Metzler, frère de Friedrich Metzler, épousa en 1769 Catherine-Élisabeth de Bethmann, fille unique de Jean-Jacob Bethmann, lui aussi originaire de Francfort où sa famille possédait une banque. Après son mariage, Pierre-Henri Metzler ajouta le nom de son épouse au sien conformément au désir de son beau-père.
Un membre de cette famille a été admis au Jockey-Club en 1907.

### Johann Jakob Bethmann, négociant et consul impérial au destin contrasté
Cadet des fils de Simon-Moritz mort prématurément en 1725, Johann-Jakob naît à Bergnassau en 1717 (dans le Harz) ; il grandit à Francfort où ses frères et lui sont pris en charge par leur oncle Jakob Adami. Celui-ci les fait bénéficier d’une éducation complète, fondée à la fois sur la rigueur de la foi luthérienne et les principes du métier de négociant. Le jeune Johann-Jakob complète sa formation par des séjours à Leipzig, Amsterdam et Cassel, avant de se voir installé en 1740 par son oncle à Bordeaux.
L’essor économique considérable de la cité-port depuis le début du XVIIIe siècle représente une forte opportunité pour une telle famille. Cela lui facilite le renforcement d’un important réseau de correspondants européens, à la fois par le biais de la maison de négoce lancée en 1740 et grâce à la banque de Francfort Bethmann Gebrüder (frères), créée en 1748 et animée par les deux frères Johann-Philip et Simon-Moritz – puis par le gendre de Jean-Jacques, Peter-Heinrich Metzler. Ce dernier a trois fils, Jakob-Philip, Simon-Moritz (qui lui succède temporairement) et Édouard. Ces fils s’installent plus tard à Bordeaux, la ville de leur grand-mère maternelle Élisabeth Desclaux de Latané, mariée à Jean-Jacques de Bethmann I, mais aussi de leur mère, fille de ces derniers et épouse de Peter-Heinrich Metzler.

#### L’essor de la maison de négoce en Gironde
Le cheminement des activités de la famille girondine s’amplifie et se diversifie tout à la fois. À Bordeaux, muni d’un capital de départ non négligeable, d’une solide ambition et d’un sens certain des affaires, Johann-Jakob, devenu Jean-Jacques, s’associe d’abord avec le négociant huguenot Jacques Imbert, originaire de Sainte-Foy-la-Grande. Ils développent une activité de commissionnaires en vins, sucres, cafés et indigo, à l’importation et pour des flux de réexportation à destination de l’Europe du Nord et de l’Europe centrale. Bethmann bénéficie d’un réseau et d’un savoir-faire lui permettant de financer de nombreuses opérations de transport maritime à destination des colonies, essentiellement vers les Indes occidentales et donc Saint-Domingue, et marginalement vers les îles françaises du Pacifique ou l’océan Indien.
L’historien Paul Butel indique que les Bethmann atteignent alors sur la place bordelaise la position des grandes familles bourgeoises Gradis ou Bonnaffé ; leur actif atteindrait 2,5 millions de livres à la fin des années 1780. Leur succès est élevé, au point d’attirer la considération du comte Florimond-Claude de Mercy, ambassadeur de l’Empire, en 1766-1790. Par son mariage en 1745 avec Élisabeth Desclaux de Latané, issue d’une famille protestante de Tonneins et dont le père est armateur, Jean-Jacques de Bethmann consolide son assise notabiliaire. Sa fille, Élise de Bethmann, se marie quant à elle avec le négociant Pierre-Henri Metzler (1744-1800), fils d’un ami de son père, Guillaume-Pierre Metzler, lui-même d’une autre grande famille de négociants francfortois, par ailleurs neveu par alliance de François Bonnaffé. Une convention stipule que Metzler junior ajoute le nom de Bethmann au sien lors du mariage, afin de maintenir le capital de réputation de la dynastie. Malheureusement, la chute de la maison l’aura plus tard empêché de prendre sa direction à la mort de son fondateur en 1792 – et ce sont ses enfants qui sont destinés à descendre à Bordeaux lancer leur propre société.

#### Jean-Jacques de Bethmann et l'esclavage

##### Implication indirecte dans la traite négrière
La question de la traite négrière constitue un enjeu important dans l’histoire de la cité-port, insérée dans le vaste système productif transatlantique et caribéen reliant la Gironde aux Antilles,,,. Bien qu'aucun document n'ait été retrouvé par les historiens, ni à Bordeaux, ni en Allemagne, attestant l'armement direct d'une expédition négrière par Jean-Jacques de Bethmann, on ne peut exclure qu'il ait pris part ponctuellement au financement de telles opérations, malgré son statut d’étranger lui interdisant officiellement d’armer des bateaux à cette fin.
Selon Éric Saugera, Jean-Jacques de Bethmann participa au financement de nombreuses opérations de traite dont il ne put avoir l’initiative,. L'historien remarque que, sur les 191 trafiquants négriers de Bordeaux, les plus actifs sont les protestants, ceux dont on sollicite plus volontiers l'aide financière pour lancer une expédition négrière. À titre d'exemple, en 1789, Jean-Jacques de Bethmann investit 200 000 livres tournois (équivalant à 3,2 millions d'euros actuels) dans la firme négrière Romberg, Bapst et Cie. L'année suivante, en 1790, celle-ci arme deux navires à la traite, l'Aimable-Manon et le Lafayette.

##### Administrateur, puis copropriétaire de plantations esclavagistes
La société Bethmann & Desclaux s'est occupée d'administrer des plantations coloniales au nom de divers propriétaires, notamment à Saint-Domingue. Également, en 1777, la firme Bethmann & fils s'associe avec Abraham Gradis pour le rachat, pour moitié chacun, n remboursement d'une dette, d'une habitation (plantation sucrière) aux Nippes de Saint-Domingue,.

##### Lobbyiste de l'esclavage?
Bethmann et son épouse ont apporté un soutien personnel à la communauté protestante des Frères moraves, qui furent parmi les premiers militants abolitionnistes, avant même la création en 1788 de la Société des amis des Noirs. Mais parallèlement, Albert Rèche relève qu'on retrouve un Bethmann parmi les 300 signataires de la pétition contre l'égalité des Blancs et des gens de couleur libres en 1791.

#### Les réseaux de sociabilité
Parallèlement à son métier de négociant, Jean-Jacques de Bethmann intervient au volet économique de certaines affaires diplomatiques européennes, d’abord avec le titre de conseiller auprès du prince-électeur de Bavière à partir de 1762, puis comme consul autrichien à partir de 1768. Profitant des relations qu’il réussit à tisser avec plusieurs ministres français et plusieurs diplomates en poste à Versailles, il soutient avec constance les intérêts de l’impératrice Marie-Thérèse, puis ceux de l’empereur Joseph II, parfois avec le concours de ses frères restés à Francfort, notamment au cours de la Guerre de Sept Ans durant laquelle ceux-ci sont chargés par la France de transferts de fonds au bénéfice de l’armée française. Soucieux néanmoins de garder ses distances avec la cour de France, et profondément favorable aux idées réformatrices de Joseph II en faveur d’une nouvelle élite économique, Jean-Jacques de Bethmann est anobli par celui-ci en 1776.
Ami de Melchior Grimm et de Madame d’Épinay, lié à la famille Goethe par sa fille Élise, qui grandit à Francfort auprès de ses oncles, il reste sujet de la ville libre de Francfort tout au long de sa vie. Il est également toujours fortement attaché à la foi réformée, dans une France catholique qui, depuis l’Édit de Fontainebleau, persécute les protestants tout en se gardant de trop gêner les négociants étrangers. Ceux-ci ne mènent donc leur vie religieuse que de manière semi clandestine ; Jean-Jacques et sa femme se rapprochant également du courant piétiste par la présence à Bordeaux des frères Moraves, qu’ils prennent le parti de soutenir.
Les Metzler de Bethmann, de Bordeaux, ont été durablement et intimement liés à la communauté protestante française, ceci dès la décision de Jean-Jacques Bethmann I, luthérien de naissance, d’épouser Élisabeth Desclaux, élevée dans la religion réformée française. L’historien Wolfgang Henninger indique en effet à quel point cette décision était importante à cet égard : d’une part, à l’instar du refuge que les huguenots trouvaient au sein des pays luthériens, une telle union contribuait à créer un lien entre des communautés protestantes de sensibilités différentes. D’autre part, la décision des époux de ne célébrer leur union qu’au sein de la chapelle de l’ambassade de Suède à Paris révèle qu’ils refusent ainsi de se soumettre aux exigences des autorités françaises de l’époque, lesquelles imposaient que tout mariage fût célébré par un prêtre, en fermant parfois les yeux sur le fait qu’un pasteur puisse ensuite bénir l’union (notamment à Bordeaux, où régnait une relative tolérance grâce à la prospérité générée par les marchands). On doit relever ensuite que toutes les alliances matrimoniales des descendants Bethmann furent protestantes jusqu’à la génération des années 1950-1960. Certains se sont engagés dans la vie de leur paroisse, de leur consistoire, et, pour plusieurs d’entre eux, au service de cette œuvre phare du protestantisme français qu’est la Fondation John Bost.

#### La chute de la maison Bethmann
À la fin de sa vie, son impressionnante fortune finit par fondre face à l’accumulation de créances irrécouvrables dues au cumul de plusieurs facteurs : la mauvaise évolution structurelle du marché colonial français à partir des années 1780, la révolte des esclaves de Saint-Domingue à compter de 1791, et la guerre navale franco-britannique qui éclate en 1793. Mais c’est surtout en tentant de concourir au sauvetage financier de la compagnie maritime H. Romberg, Bapst & Cie à partir de 1789 que Jean-Jacques de Bethmann compromet définitivement la pérennité de son entreprise, qui sombre au début du XIXe siècle, quelques années après sa mort en 1792.
La disparition de la maison Bethmann de Bordeaux contraste avec la pérennité de la banque Bethmann frères : celle-ci a été fondée en 1748 par les deux frères de Jean-Jacques restés à Francfort ; et cette banque Bethmann demeure au sein de la famille jusqu’en 1983, tandis que son nom subsiste encore aujourd’hui.

#### Une modeste maison de négoce de vin
La descendance de Jean-Jacques de Bethmann subit de plein fouet les revers de la fin de sa vie. Certes, ses trois petits-fils (Jakob-Philip, qui décède en 1811, Simon-Moritz et Édouard, les fils de sa fille émigrée à Francfort) ont relancé une société de négoce à Bordeaux. Mais deux d’entre eux finissent par se retrouver en situation de faillite – respectivement en 1799 et en 1807, comme s’ils mettaient en pratique l’axiome « From womb to tomb in three generations », cher à des historiens sociologues ou au romancier allemand Thomas Mann (avec Les Buddenbrooks, qu’il situe à Hambourg). À cette date, le troisième, Édouard de Bethmann (1786-1836) doit donc quitter la société familiale ; puis, en 1813, il décide de monter sa propre maison de commerce de vin; mais elle n’a pas atteint la capacité de faire face à la compétition des nouveaux entrepreneurs du négoce bordelais de cette période du XIXe siècle. Il y accueille son neveu Alexandre de Bethmann (1805-1871), qui y fait ses classes commerciales.

### Alexandre Metzler de Bethmann
Né en 1805 à Bordeaux, arrière-petit-fils de Jean-Jacques de Bethmann, Alexandre de Bethmann hérite d’abord d’un nom prestigieux auprès des nouvelles dynasties d’affaires bordelaises du XIXe siècle. De plus, il bénéficie d’une bonne situation financière dont l’actif est essentiellement issu du patrimoine de sa mère Élisabeth von Hemerth ; il est complété par le patrimoine apporté par sa femme Henriette Balguerie-Stuttenberg qu’il épouse en 1828, car elle est issue de la famille du négociant girondin Pierre Balguerie-Stuttenberg.

#### Un négociant en vin
En combinant ces actifs maternels et matrimoniaux, et la relance de la modeste entreprise de négoce de vins de son oncle Édouard de Bethmann, il reprend avec efficacité la gestion de la société. Son succès est couronné par l’achat de vignobles, considérés alors comme des attributs incontournables des bonne et grande bourgeoisies du quartier des Chartrons (ou de « l’aristocratie du bouchon ») et de ses dynasties – bien étudiées par l’historien Paul Butel. Alexandre de Bethmann acquiert les domaines de Laburthe à Floirac, sur la rive droite de la Garonne, puis le domaine de Castillon en Médoc.
Lors de son mariage avec Henriette Balguerie-Stuttenberg, il a récupéré en sus, sur la rive gauche de la Gironde, en aval, le château Gruaud Larose, à Saint-Julien. En effet, la maison Balguerie-Sarget l’a acquis en 1812, avant qu’une dissociation entre le négoce et la propriété viticole en 1845 ne transfère le domaine au baron Jonathan-Auguste Sarget de Lafontaine, et à deux sœurs Balguerie, dont l’épouse d’Alexandre de Bethmann. Des dissensions à propos de sa gestion expliquent son partage en 1867 en deux entités,, d’où Gruaud Larose-Sarget, et Gruaud Larose-Faure. Celle-ci passe sous l’égide d’Adrien Faure, l’époux de la fille d’Alexandre de Bethmann, Suzanne, depuis 1852, et de Charles de Bethmann, frère de cette dernière – avant une évolution dynastique (avec Charles Faure en 1890) puis une réunification en 1935 sous l’égide de Désiré Cordier, repreneur des propriétés.

#### Au cœur de responsabilités à Bordeaux
Après avoir été conseiller municipal de Floirac, il devient juge au Tribunal de commerce, membre de la Chambre de Commerce de 1839 à 1842, régent de la Banque de Bordeaux, la banque d’émission de monnaie locale, jusqu’à son intégration dans la Banque de France en 1848 ; et il devient alors membre du conseil d’escompte de la succursale de la Banque de France. Sur le registre politique, il devient conseiller municipal de Bordeaux, adjoint au maire en 1860, et enfin il est même nommé par le préfet au poste de maire de Bordeaux, de janvier 1867 à août 1870.
Ce notable protestant s’insère ainsi dans les réseaux de sociabilité et de philanthropie des communautés protestantes girondines, étudiées par l’historien Séverine Pacteau-De Luze. Il devient administrateur du Dépôt de mendicité, président honoraire de la Société de secours aux blessés, et membre du Consistoire de l’Église réformée. Il meurt à Bordeaux en 1871.
C’est par ce parcours d’entrepreneur au service de la communauté économique et de l’action publique et philanthropique qu’Alexandre de Bethmann permet une intégration de la branche bordelaise des Bethmann. Ses diverses activités, et surtout sa fonction de maire, expliquent qu’une rue se soit vu attribuer le nom de Bethmann, à la lisière de la ville, aujourd’hui près du Centre hospitalier spécialisé Charles-Perrens – non loin de l’ancien emplacement de la maison de campagne (ou « bourdieu ») des Bethmann.

### Descendants ultérieurs
Loin de la renommée des générations précédentes, des branches familiales ont entretenu le nom de Bethmann et, au bout du compte, celui-ci a acquis à nouveau une stature d’envergure grâce à un domaine viticole.

#### La diversité des Metzler de Bethmann
Le fils d’Alexandre qu’est Charles Metzler de Bethmann (1839-1912) assure la relève à la tête de la société de négoce ; son mariage avec Anna Johnston (1844-1926) le rattache à l’une des grandes familles du vin girondines. Lui-même est épaulé par son propre fils, René Metzler de Bethmann (né en 1870). Celui-ci élargit l’assise de la maison, qui devient Will-Tourneur & Cie-René de Bethmann, et il l’a dirige entre 1909 et 1935 ; mais on ne connaît rien de son histoire d’entreprise. Quant aux autres fils de Charles, ils ont choisi d’autres voies professionnelles : Jacques Metzler de Bethmann (1874-1961) est assureur conseil et agent général des compagnies d’assurances du groupe Nationale ; il reprend le flambeau de la philanthropie en devenant le président du conseil d’administration des Asiles John Bost à La Force, en Dordogne. Alexandre II (1877-1954) est rentier et pratique la chasse à courre ; Guy (1878-1907) venait de devenir agent de change quand il a disparu dans la Manche, victime d’un accident de ballon aérien.

#### Les Metzler de Bethmann et Château Olivier

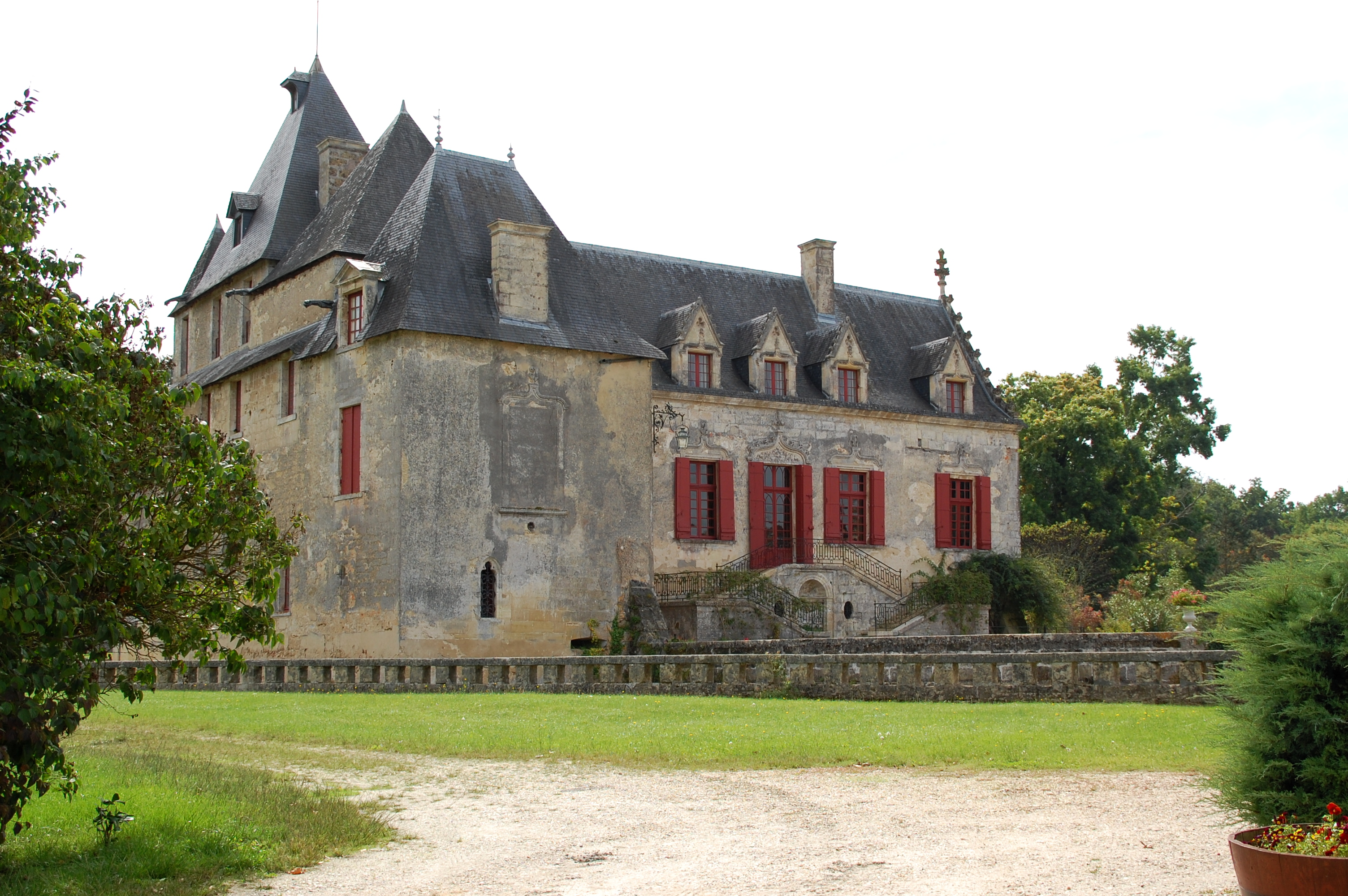
Château Olivier, Léognan

Cette famille détient aujourd’hui le domaine viticole de château Olivier, à Léognan. Celui-ci avait été acquis en 1886 par Alexandre Watcher (1839-1910), dont la fille Agathe (1877-1961) a épousé Jacques Metzler de Bethmann (1874-1961). Agathe Wachter, Infirmière major en pendant la guerre de 1914-1918, avait présidé le Comité des dames de la Croix-Rouge française et avait été décorée de la médaille de la Reconnaissance française ; et son mari est quant à lui décoré de la Croix de Guerre, de la Médaille militaire et de la Légion d’honneur.
Toutefois, ce second couple n’a pas d’héritier direct. Ses biens fonciers reviennent alors à Pierre Metzler de Bethmann (1906-1970), fils unique de Jacques, qui devient propriétaire de Château Olivier. Le fils aîné de Pierre, Jean-Jacques Metzler de Bethmann II (1935-2012), alors citoyen américain, en hérite à la suite des partages familiaux et prend la tête de la propriété de 1981 jusqu’à son décès. Il dirige ainsi pendant trente ans la société Domaine Bethmann, forte de ce qui est la plus grande propriété viticole de Léognan (210 ha dont 55 de vignes), dans l’appellation pessac-léognan ; il est aussi élu président de l’Union des crus classés des graves car Château Olivier a été reconnu comme grand cru par le classement de 1953. Il initie surtout la reprise de la gestion en direct des vins, qui avait été concédée pendant plusieurs décennies à la maison de négoce Eschenauer, jusqu’en 1981, avant de récupérer la gestion commerciale des marques elles-mêmes en 1987. La montée en gamme des produits résulte d’investissements en ingénierie de la culture et de l’élevage, sous la houlette notamment de l’œnologue Denis Dubourdieu.
Son fils Alexandre Metzler de Bethmann II a pris la relève en continuant à promouvoir la qualité et l’image de marque des différents vins produits par le domaine. C’est l’arrière petit-fils d’Alexandre I, lui-même arrière petit-fils de Jean-Jacques Metzler de Bethmann I. Cela permet au nom de Bethmann de rester connu dans la communauté économique girondine encore au XXIe siècle.

## Pour approfondir